# ジョルナル・ダ・レコール
『ジョルナル・ダ・レコール』（ブラジルポルトガル語: Jornal da Record） は、ブラジルのニュース番組で、毎週月曜日から金曜日の21:30と土曜日の19:45にレコールTVで放送されます。